# Аурелија (кратер)
Кратер Аурелија је ударни метеорски кратер на површини планете Венере. Налази се на координатама 20,3° северно и 331,8° источно (планетоцентрични координатни систем +Е 0—360) и има пречник од 31,1 км.
Кратер је име добио у част староримске патриције и мајке Гаја Јулија Цезара Аурелије Кота (120. пне—54. н.е), а име кратера је 1991. усвојила Међународна астрономска унија.
Сам кратер и подручје северно, јужно и западно од њега које је састављено од избаченог материјала приликом удара одликује се великим вредностима албеда, а око кратера се налази тамнији прстен.